# کاهاپاتوالا
کاهاپاتوالا (به لاتین: Kahapatwala) یک منطقهٔ مسکونی در سری‌لانکا است که در استان مرکزی (سری‌لانکا) واقع شده‌است.